# 雇用保険法
雇用保険法（こようほけんほう、昭和49年12月28日法律第116号）は、「労働者が失業した場合及び労働者について雇用の継続が困難となる事由が生じた場合に必要な給付を行うほか、労働者が自ら職業に関する教育訓練を受けた場合に必要な給付を行うことにより、労働者の生活及び雇用の安定を図るとともに、求職活動を容易にする等その就職を促進し、あわせて、労働者の職業の安定に資するため、失業の予防、雇用状態の是正及び雇用機会の増大、労働者の能力の開発及び向上その他労働者の福祉の増進を図ること」（第1条）に関する日本の法律である。

## 歴史
1947年（昭和22年）に制定された失業保険法（昭和22年法律第146号）に代わり、1974年（昭和49年）に制定されたのがこの法律である。
失業保険法との大きな相違点としては、いわゆる「三事業」（現在は「二事業」）を規定し、失業者のみならず現役の労働者や事業主に対する支援を盛り込んだ点にある。制定後も改正が繰り返され、給付の対象者や給付内容の拡大が図られている。

## 構成
- 第一章 総則（第1条-第4条）
- 第二章 適用事業等（第5条-第9条）
- 第三章 失業等給付
  - 第一節 通則（第10条-第12条）
  - 第二節 一般被保険者の求職者給付
    - 第一款 基本手当（第13条-第35条）
    - 第二款 技能習得手当及び寄宿手当（第36条）
    - 第三款 傷病手当（第37条）

  - 第二節の二 高年齢被保険者の求職者給付（第37条の2-第37条の4）
  - 第三節 短期雇用特例被保険者の求職者給付（第38条-第41条）
  - 第四節 日雇労働被保険者の求職者給付（第42条-第56条の2）
  - 第五節 就職促進給付（第56条の3-第60条）
  - 第五節の二 教育訓練給付（第60条の2・第60条の3）
  - 第六節 雇用継続給付
    - 第一款 高年齢雇用継続給付（第61条-第61条の3）
    - 第二款 育児休業給付（第61条の4・第61条の5）
    - 第三款 介護休業給付（第61条の6・第61条の7）
- 第四章 雇用安定事業等（第62条-第65条）
- 第五章 費用の負担（第66条-第68条）
- 第六章 不服申立て及び訴訟（第69条-第71条）
- 第七章 雑則（第72条-第82条）
- 第八章 罰則（第83条-第86条）
- 附則